# Judit Guàrdia i Torrents
Judit Guàrdia i Torrents   (Igualada, segle XX) és una llicenciada en filologia clàssica (Universitat de Barcelona) i diputada al Parlament de Catalunya (13a legislatura) per Junts per Catalunya.
Docent de professió, ha estat membre de la Secció d’Estudis Clàssics Prometeu Encadenat del Centre d’Estudis Comarcals d’Igualada (CECI).